# Tarucus rosacea
Tarucus rosacea är en fjärilsart som beskrevs av Jules Leon Austaut 1885. Tarucus rosacea ingår i släktet Tarucus och familjen juvelvingar. Inga underarter finns listade i Catalogue of Life.